# Zálesí (Biskupice)
Zálesí (do roku 1950 Libštejn) je malá vesnice, část obce Biskupice v okrese Svitavy v Pardubickém kraji. Nachází se asi jeden kilometr jihovýchodně od Biskupic. Zálesí leží v katastrálním území Zálesí u Jevíčka o rozloze 4,63 km².
Ve vsi stojí kaplička a před ní kamenný kříž.

## Historie
První písemná zmínka o vesnici pochází z roku 1729.

## Obyvatelstvo
| Rok            | 1869 | 1880 | 1890 | 1900 | 1910 | 1921 | 1930 | 1950 | 1961 | 1970 | 1980 | 1991 | 2001 | 2011 | 2021 |
| -------------- | ---- | ---- | ---- | ---- | ---- | ---- | ---- | ---- | ---- | ---- | ---- | ---- | ---- | ---- | ---- |
| Počet obyvatel | 204  | 233  | 236  | 216  | 228  | 195  | 177  | 106  | 141  | 109  | 84   | 44   | 35   | 35   | 38   |
| Počet domů     | 35   | 36   | 36   | 36   | 36   | 36   | 36   | 35   | 35   | 28   | 26   | 36   | 35   | 35   | 35   |

## Obecní správa
Při sčítání lidu v letech 1850–1975 Zálesí bylo osadou obce Biskupice, se kterým patřilo nejprve do okresu Moravská Třebová, ale od roku 1960 v okrese Svitavy. Od 1. ledna 1976 do 31. srpna 1990 bylo částí města Jevíčko v okrese Svitavy. Od 1. září 1990 je opět částí obce Biskupice v okrese Svitavy.

## Fotogalerie

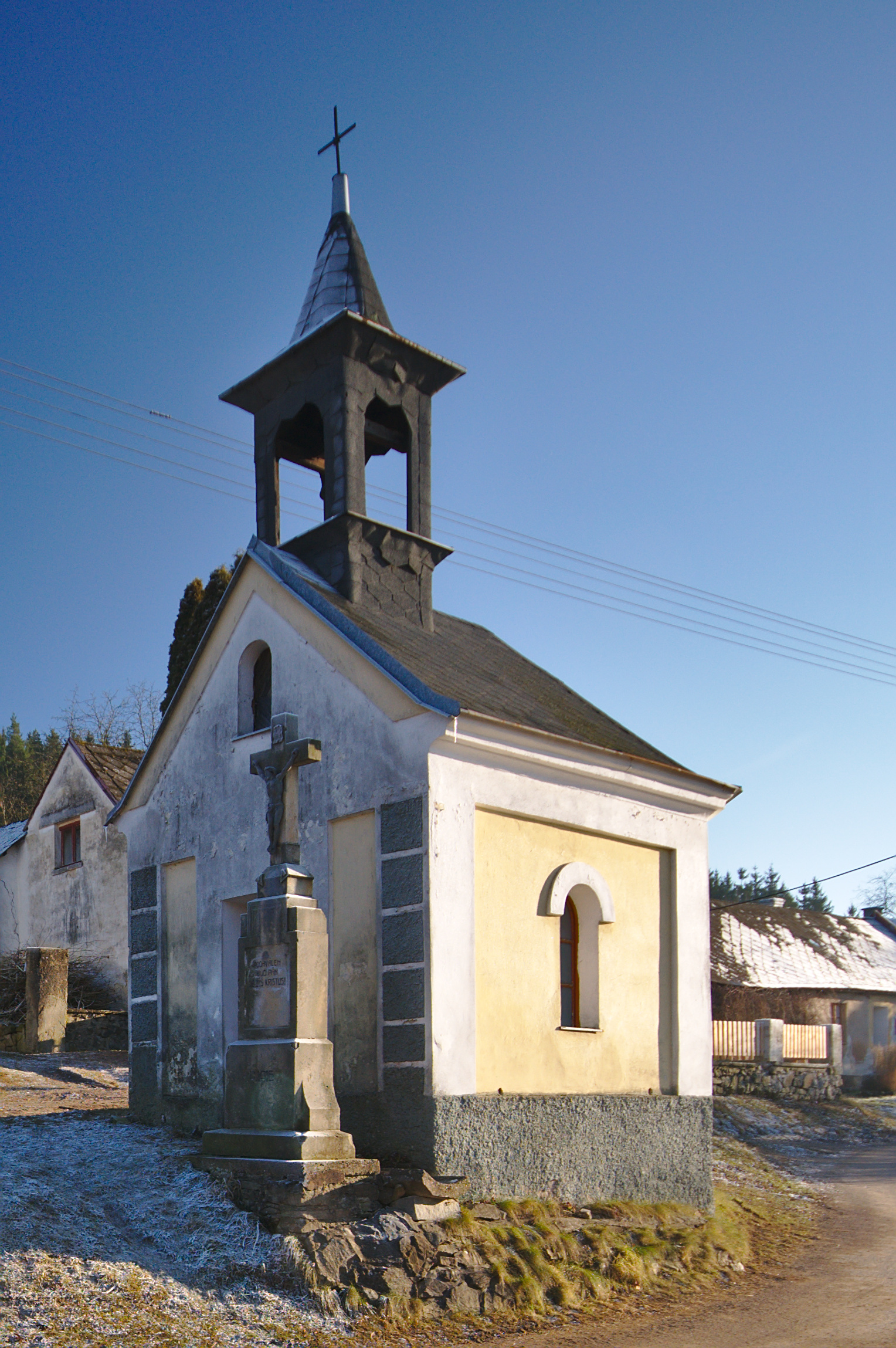
Kaple
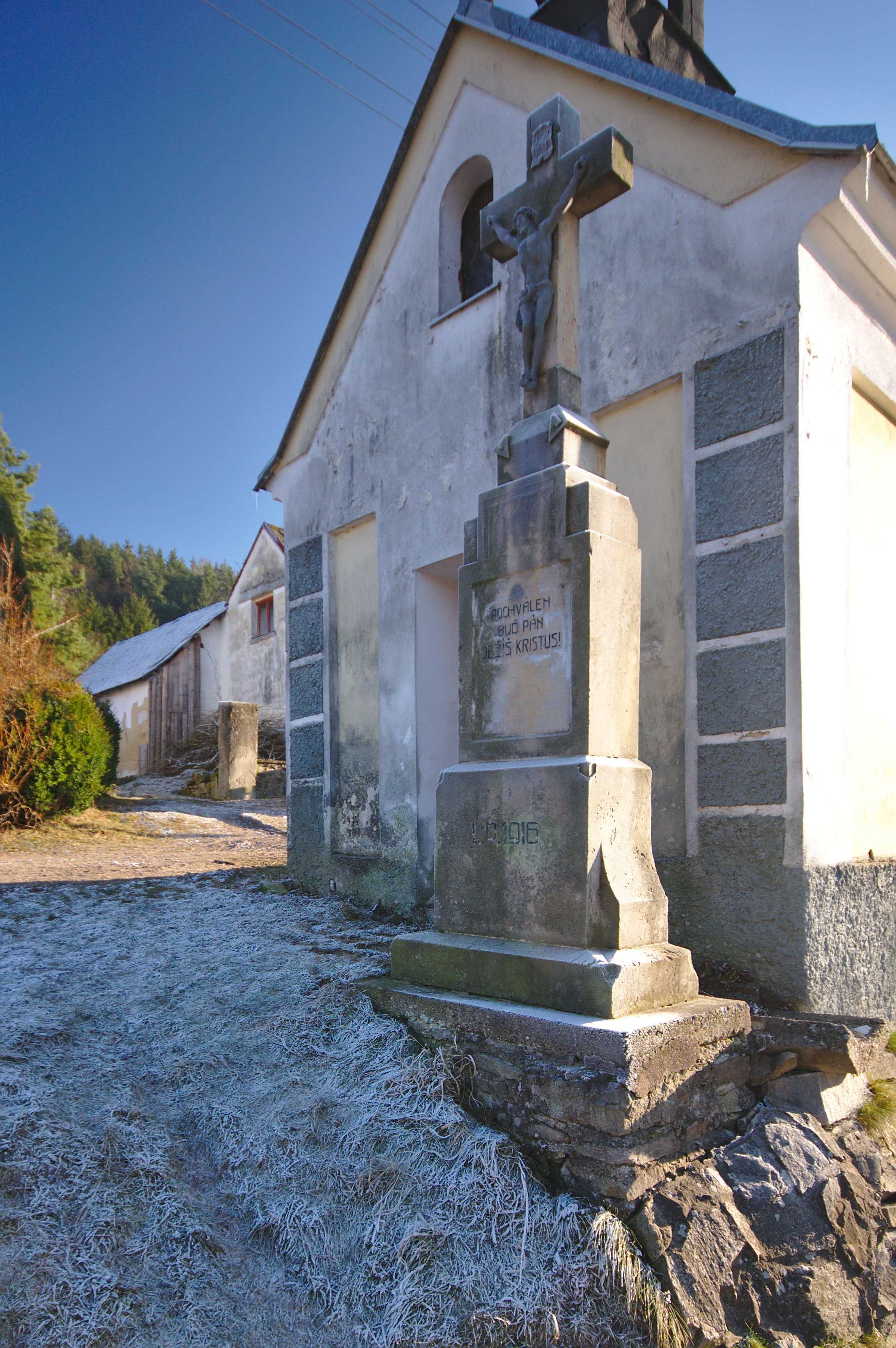
Kříž před kaplí
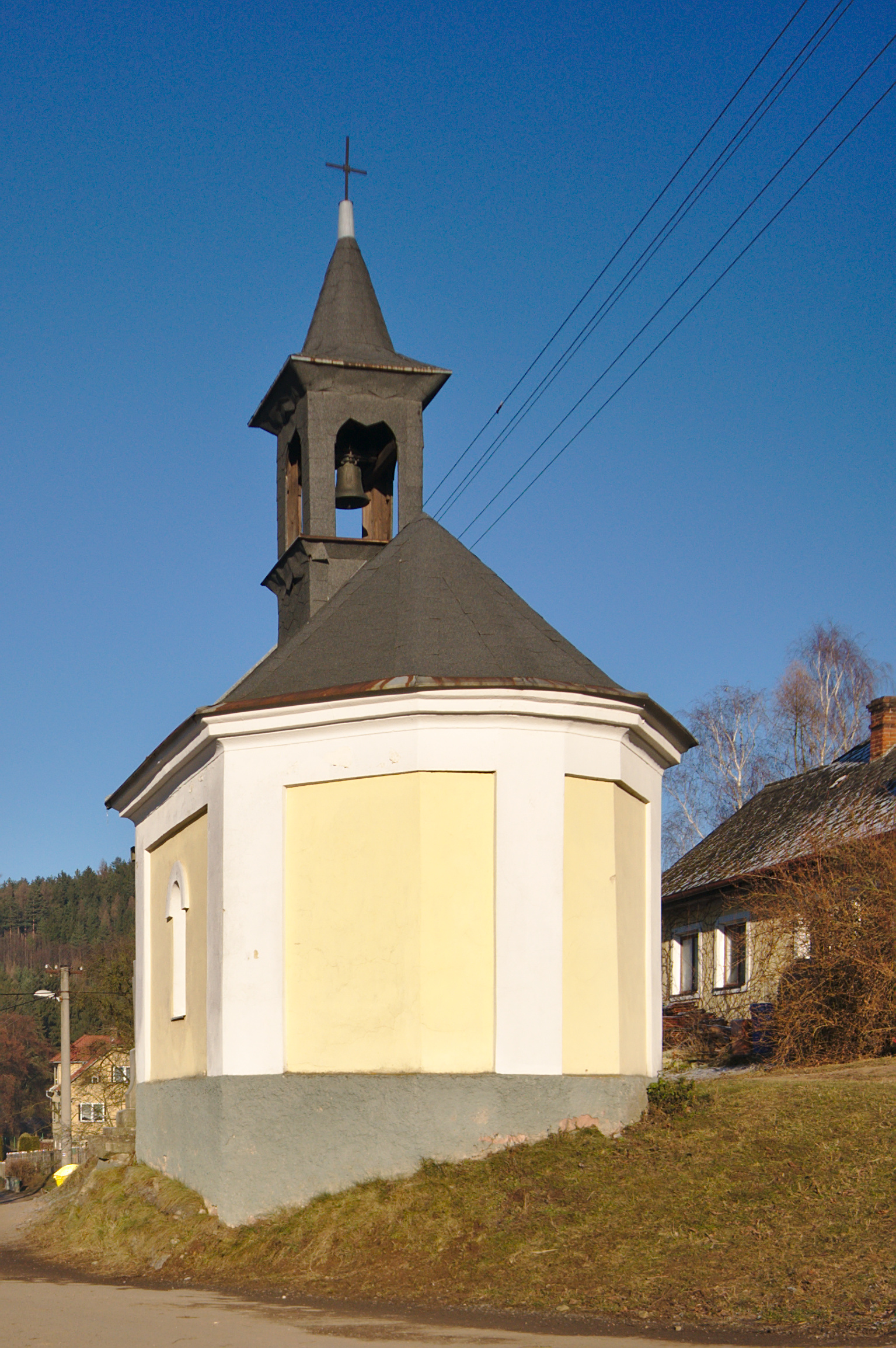
Kaple zezadu
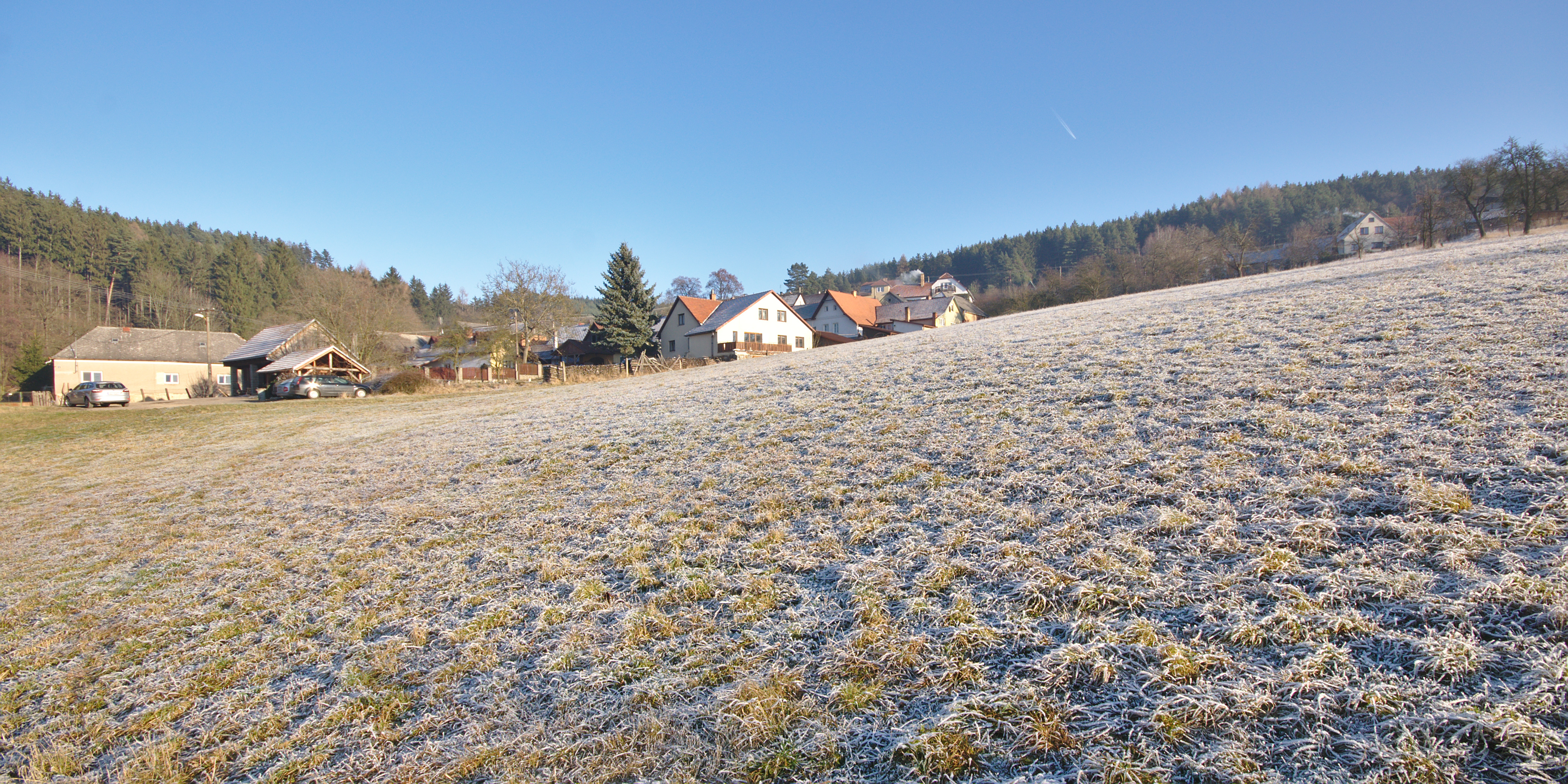
Pohled na obec od jihozápadu
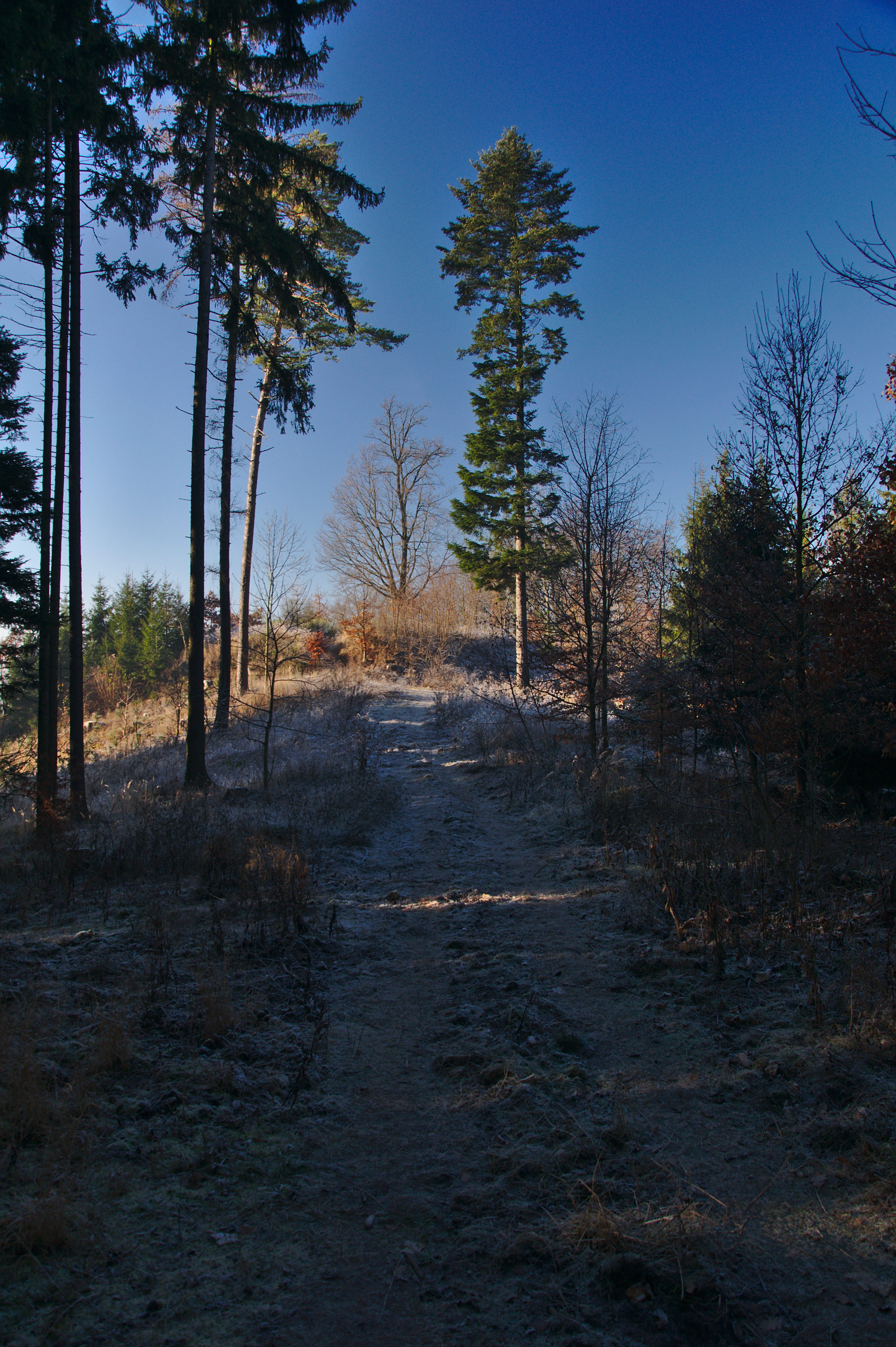
Hradiště Hrubé Kolo